# Советские революционеры-коммунисты (большевики)
«Советские революционеры-коммунисты (большевики)» — якобы существовавшая в СССР сталинистская подпольная организация, критиковавшая, как заявлялось, решения XX и XXII съездов КПСС с маоистских и ходжаистских позиций. Поддерживалась НСРА и Албанской партией труда, распространявшей (самостоятельно и совместно с союзными партиями) её Программное заявление. Вся информация об организации исходит из напечатанного в НСРА Программного заявления.

## История
Из-за активного идеологического противостояния между Советским Союзом и его союзниками с одной стороны и КНР с Албанией с другой, КГБ СССР вёл активную борьбу с любыми попытками китайских и албанских спецслужб внедрить свою агентуру в ряды коммунистов, исключённых из КПСС в связи с несогласием с политикой Никиты Хрущёва (наибольшие чистки прошли после разгрома в 1957 году так называемой «антипартийной группы»), и препятствовало формированию групп и кружков, выступавших с критикой хрущёвских реформаторов с левых позиций. Это не дало сформироваться сколь-нибудь организованному сталинистскому подполью, которое могло бы оставить достаточно источников о своей деятельности. На XXII съезде КПСС было развёрнуто новое наступление на Сталина.
Программное заявление было выпущено в Албании в 1965 году на английском языке отдельной книгой. В подзаголовке заявлялось, что оно «распространялось в Советском Союзе советскими большевиками-коммунистами». После этого Программное заявление распространялось албанскими властями, в том числе и через Албанское телеграфное агентство, причём также заявлялось, что подобные организации появились в Югославии и Польской Народной Республике. В 1975 году оно было перепечатано в Лондоне издательством Red Star Press, неоднократно переиздавалось преимущественно проходжаистскими партиями и организациями, а также подпольно распространялось (вероятнее всего, по дипломатическим каналам и с помощью самиздата) в Советском Союзе. Также программа была опубликована в 1966 году La Voix du Peuple, при этом указав, что она была получена через албанское новостное агентство. В книге немецкого маоиста Вилли Дикхута «Реставрация капитализма в Советском Союзе» дана ссылка на изданное в 1967 году в Пекине Издательством литературы на иностранных языках «Программное воззвание советских революционных коммунистов большевиков». В ней же говорится, что об организации ничего неизвестно, поскольку её работа «имеет конспиративный характер». В 1971 году программа вышла в Париже отдельной книгой.
В Программном заявлении защищалась личность и политика Сталина, осуждалась концепция мирного сосуществования, выдвинутая на XX съезде КПСС, давалась отличная от официоза оценка культа личности. С преимущественно маоистских позиций критиковались экономическая политика Хрущёва, обюрокрачивание народно-хозяйственного механизма, формализм и волюнтаризм КПСС, выдвигались требования широкой демократизации общественной жизни. Одобрительно оценивалась политика Мао Цзэдуна, противопоставляемая «хрущёвскому оппортунизму». Обращение заканчивалось призывом к советскому рабочему классу и армии «смести бюрократию».
В некоторых публикациях западной прессы авторство или участие в подготовке документа приписывали  Вячеславу Молотову, основываясь на стиле и изложении, однако нет доказательств, которые подтверждали (или опровергали) бы это.
Возможно, Программное заявление было сфабриковано в самой НСРА в пропагандистских и дипломатических целях. Эта версия подтверждается тем, что опубликованное в Албании Заявление является единственным источником информации об организации.